# Gare de Myōrenji
La gare de Myōrenji (妙蓮寺駅, Myōrenji-eki) est une gare ferroviaire de la ville de Yokohama, dans la préfecture de Kanagawa au Japon. Elle est située dans l'arrondissement de Kōhoku. La gare est gérée par la compagnie Tōkyū.

## Situation ferroviaire
La gare de Myōrenji est située au point kilométrique (PK) 20,2 de la ligne Tōkyū Tōyoko.

## Histoire
La gare a été inaugurée le 14 février 1926 sous de nom de gare de Myōrenji-mae (妙蓮寺前駅). Elle prend son nom actuel en 1931.

## Service des voyageurs

### Accueil
La gare dispose d'un bâtiment voyageurs, avec guichets, ouvert tous les jours.

### Desserte
- Ligne Tōyoko :
  - voie 1 : direction Yokohama (interconnexion avec la ligne Minatomirai pour Motomachi-Chūkagai)
  - voie 2 : direction Shibuya (interconnexion avec la ligne Fukutoshin pour Kotake-Mukaihara et Wakōshi)